# Ordeal
Ordeal (englisch ‚Tortur‘) ist das fünfte Musikalbum der finnischen Funeral-Doom-Band Skepticism. Es erschien am 18. September 2015 über Svart Records und wurde nicht in einem Studio, sondern live vor einem Publikum aufgenommen.

## Entstehung

### Produktion
Am 30. Mai 2013 kündigten Skepticism über ihre Homepage die Arbeiten an einem neuen Album an, als Veröffentlichungsdatum wurde Ende 2014 geplant. Etwa ein Jahr später, am 11. April 2014, folgte die Mitteilung, dass das neue Album live und vor einem Publikum aufgenommen werden wird, zusätzlich wurde der Name des Albums bekanntgeben. Die Aufnahme fand am 24. Januar 2015 in Klubi (Finnland) statt. Als zusätzliche Unterstützung wurde Timo Sitomaniemi verpflichtet. Neben den sechs neuen Titeln wurden auch zwei ältere Titel gespielt, jedoch in leicht abgewandelter Form. Das Album wurde anschließend im D-Studio unter Leitung von Jarno Hänninen abgemischt.
Die Mitglieder der Band äußerten sich zu dem Prozess wie folgt:

„Das Album live aufzunehmen war eine positive Erfahrung. Ich fing an zu glauben, dass Skepticism live am besten ist. Die ‚Ordeal‘-Session hat es mir bewiesen. Nur die Dinge benutzen zu können, die deine Hände und Füße gleichzeitig machen können, zwang mich dazu, nur das wirklich Essentielle zu spielen.“

„Einen ganzen Tag zu haben und sich auf diese eine perfekte Performance zu konzentrieren, hat eine positive Form des Drucks aufgebaut – und ein bisschen Tortur natürlich auch.“

### Veröffentlichung
Der Veröffentlichungstermin des Albums wurde am 1. Juli 2015 über die Homepage bekanntgegeben. Am 27. Juli 2015 wurde ein offizielles Musikvideo für das Lied The Departure auf YouTube veröffentlicht, und am 14. August das Lied You über SoundCloud angeboten. Das Album erschien als CD und LP, jeweils mit einer DVD, welche den Mitschnitt des Konzerts enthält.

## Musikalischer Stil
Musikalisch führt Ordeal den Stil der Band fort, die Songs würden „viel vom Zusammenspiel der schweren Gitarrenriffs und den dominanten Orgelklängen“ leben, seien laut Eckart Maronde jedoch „vielschichtiger geworden“ und setzen teilweise auf „einzelnes Zupfen, sanfte Akkorde und zurückhaltende Melodien“. Auch für Andreas Schiffmann klingen die Gitarren „relativ verspielt“, das Album sei „flexibel in Rhythmik und Dynamik“. Die Growls seien tief und abgründig. Laut Maronde sei die Wirkung der Musik „nicht mehr ganz so bedrückend wie früher“, von „Fröhlichkeit ist allerdings weiterhin keine Spur“. Manuel Berger bescheinigt dem Album ein hohes Maß an Atmosphäre und beschreibt die Musik als ein tiefes „Loch des Kummers, der Vergänglichkeit und des Verfalls“.

## Rezeption
In der Ausgabe vom Oktober 2015 vergab der Metal Hammer 6 von 7 Punkten. Das Album präsentiere sich „weder altbacken noch läppisch“, und die Idee, es live einzuspielen, erweise sich „als grandios“. Trotz reduzierter Mittel durchdringen instrumentale „Gebirgsmassive“ und eine „dichte Schwere tragende Keyboard-Flächen“ das Album. Dabei „kann ORDEAL epische Monumentalmacht mit unermesslicher, gleichsam verletzlicher Tragik übermitteln“. Lediglich das Publikumsklatschen hätte „nicht zwingend enthalten sein müssen“.
Für Eckart Maronde von Metal.de ist Ordeal „ein würdiges SKEPTICISM-Album geworden“. Das Album sei trotz reduzierter Vorgehensweise „genauso intensiv wie die vorangegangenen Studioalben“. Es gäbe „effektive Arrangements“, die vom „Zusammenspiel der schweren Gitarrenriffs und den dominanten Orgelklängen leben“, und der „tonlos gegrunzte Gesang ist auch ohne übergelagerte Effekte ziemlich abgründig“. Trotz einer Spielzeit von über 77 Minuten präsentiere sich das Album „ohne Längen“. Er vergab 8 von 10 Punkten.
Positiv äußert sich ebenfalls Raphael Päbst von Powermetal.de. Das Album könne „in allen Belangen überzeugen“ und sei geprägt von „einer großzügigen Orgel-Instrumentierung und wunderschönen Gitarrenmelodien“, die von „abgrundtief gegrunztem Gesang“ begleitet werden. Dabei bekäme „jedes Instrument ausreichend Raum“. Auf dem gesamten Album herrsche eine „wohlig-warme Trauerstimmung“, den Hörer erwarte „tief melancholischer Doom“. Es erhielt 8 von 10 Punkten.